# 忘却の河
『忘却の河』（ぼうきゃくのかわ）は、福永武彦の長編小説。1963年（昭和38年）に全7章分が複数の雑誌に分載する形で発表され、翌1964年（昭和39年）に新潮社より刊行された。文庫版は新潮文庫より刊行されている。執筆当時と同時間軸である昭和30年代を舞台に、藤代家という一家庭の人々が、過去を問い直しアイデンティティを再構築してゆく姿を描く、群像小説である。

## 執筆・発表経過
1962年（昭和37年）の晩秋、福永は旅行の途中で石見国波根の海岸を訪れ、この風景を見たことが『忘却の河』の発想のきっかけとなった。福永は「私はその風景を作品の中に用いたわけではなく、賽の河原にしてもまったくの空想であるが、この作品の全体にあの海岸の砂浜に響いていた波に弄ばれる小石の音が聞えている筈である」としている。
この秋のうちに福永は執筆を開始。作品は、複数の雑誌に分載する形で、以下のように発表された。
- 一章「忘却の河」 - 『文藝』1963年3月号
- 二章「煙塵」 - 『文學界』1963年8月号
- 三章「舞台」 - 『婦人之友』1963年9月号
- 四章「夢の通い路」 - 『小説中央公論』1963年12月号
- 五章「硝子の城」 - 『群像』1963年11月号
- 六章「喪中の人」 - 『小説新潮』1963年12月号
- 七章「賽の河原」 - 『文藝』1963年12月号

こうした手法を採った理由として福永は、次のように述べている。
福永によれば、最初に一章に当たる「忘却の河」を掲載したときには、読み切りの短編のつもりでいたという。しかし「ノートが割合に沢山あってこれはもう少し書けそうだということがはっきり分った」ために、次の第二回を書いた。第二回の短編を書いたときには既に、「だいたいあとずっと連作でいける」という実感があったとしている。
1963年（昭和38年）の秋に福永は全体を書き終え、すぐに手を入れるつもりでいたが、病気になるなどしたために予定が狂ったという。福永は入院中に加筆修正を行い、単行本としては1964年（昭和39年）5月に刊行された。長編小説としては、『風土』『草の花』に続く3作目で、前作『草の花』の刊行からは、9年を経ての発表であった。

## あらすじ
ある年の秋の初めから、翌年の晩秋までの1年強の出来事を描く。

### 忘却の河
あるアパートの一室で、藤代が書いた手記という体裁をとる。主軸となる出来事は、秋の初めから冬の近づいたある日までの出来事となっている。
会社の社長である藤代は、嵐の夜に道ばたで倒れていた一人の若い女を助けるが、その女に30年前の恋人の面影を見出して衝撃を受ける。彼は学生時代、左翼運動に関わって逮捕されるが、結核のため釈放され、入所した療養所で、一人の看護婦を愛するようになった。そして結婚の約束をして東京へと帰るが、養父母に縁談話を決められて、結局、決められた相手のゆきを受け入れることとなる。看護婦の彼女にお詫びの手紙を書くが返事はなく、結婚式の1週間前に彼女の郷里である日本海の町へ行くと、彼女は妊娠したことを恥じて、断崖から飛び降り自殺していた。以来30年間、藤代は自分が生きていることを罪だと考えながら生きてきたのだった。
その後も何度か、藤代は助けた女のアパートへ通い、関係を持つが、ある日行ってみると書置きを残して、女はいなくなっていた。女が去ったあとも、藤代は濁った水をたたえた掘割の見える、その貧しいアパートの一室で、自分の時間を持つようになる。そして自分は「何かを発見した」と思い、その部屋で、彼の発見した「物語」を書こうとする。
冬の近づいたある日、藤代はアパートの一室へ来て、彼女が死んだ断崖の賽の河原から30年前に拾ってきた、形見の石を掘割に投げる。

### 煙塵
秋の終わりの、4日間の出来事を描く。
寝たきりになった母のゆきの看病のため、美佐子は大学進学を諦め、結婚もせずにいる。両親から縁談を勧められてはいるが、その相手に情熱を持てず、一方でかつて自分の教師であった、美術評論家の三木に慕情を寄せていた。
美佐子には、どうしても結びの文句が出てこない、子守唄の記憶があった。その唄は母親も知らないもので、妹の香代子とは顔も性格も似ていないこともあり、自分は藤代家の子供ではなく、貰い子なのではないかとの疑いを深めていく。
やがて、父が戦争へ行く前に家にいた、ねえやの初江のことを思い出した美佐子は、自分の謎を明らかにするため、自分の郷里である甲府へ、彼女を訪ねていくことにする。初江と再会して歓迎を受ける美佐子だったが、相手はやはり、子守唄のことを知らなかった。美佐子は、「みんな宙ぶらりんなのだ」と思いながら帰途につく。駅の改札を出ながら彼女は、スモッグのかかる空の下、目に見えない煙塵が、自分の心に静かに降り注ぐのを感じる。

### 舞台
晩秋から冬にかけての、5日間の出来事を描く。
大学の演劇部で活躍する、活発な性格の次女香代子は、2年生でありながら、自主公演のサルトル作『出口なし』のイネス役に抜擢されていたが、姉の美佐子が自分は貰い子ではないかと尋ねてきたときのことを思い出して、少し暗い気持ちになっている。
以前に香代子も、母がうわ言に「呉伸之」という名前を口にするのを聞き、母の秘められた恋に関心を持つと同時に、自分が呉伸之という男性の子供なのではないかとの疑いを抱いていた。そして、姉の美佐子が自分は貰い子かもしれないと口にするのを聞いて、自分でも忘れようとしていたその疑念が、再び蘇ったのを感じる。
演劇部では、香代子は部員の下山譲治に言い寄られていた。しかし接吻をされても香代子は真剣にはなれず、「こんなものが愛だろうか」と思い、呉さんというとうに死んでいる人は、下山などとは比較にならぬほど素敵な人だったに違いない、と考える。
それからしばらく経って、香代子はふと本屋で見つけた、戦没学生の手紙を集めた本に、戦死した呉伸之という青年の名を見つける。載せられていた遺書には「万一の時には藤代さんの奥さんにも宜しくお伝えください。東京で入隊するまで大層お世話になった人です。やさしい奥さんでした」と記されていた。衝撃を受ける香代子だったが、「でも呉さん、あなたは遠いところからあたしを見守っていてくれるでしょう」「ひょっとして、あなたがあたしの本当のパパでないとしても、でもあたしは、あなたを愛した藤代ゆきの娘です」と心の中で呟き、照明に照らされた舞台へと進んでいった。

### 夢の通い路
死の近づいたゆきの、冬の朝の寝覚めの頃の意識を描く。現在の記憶の中に過去の記憶が挿入され、ほぼ時間の流れに沿って過去が回想されている。
ゆきは1923年（大正12年）の関東大震災で母を亡くし、次いで父も失っている。藤代との結婚生活も幸福とはいえないもので、二人の間に初めてもうけた子供の死にも夫が涙しなかったことから、夫の愛情に飽き足らなさを覚えていた。そして藤代の出征中である1941年（昭和16年）夏から翌年の2月にかけて、書の師匠の家に下宿していた大学生の、呉伸之と愛し合うようになる。この出来事は「わたしのいのちはこの刻まれた時間のなかにあますことなくそそぎこまれなければならなかった」「その時わたしたちは生きていた。これが生きることだと信じていた」と回想するように、ゆきにとって惰性でない生の経験だった。その後呉は南方で戦死するが、彼へのゆきの慕情は、薄れることはなかった。

### 硝子の城
ある冬の一日を描いていると思われる章で、他の章とは異なり、五つの部分に分かれた構成となっている。
かつて学生運動に身を投じ、メーデー事件にも参加した三木は、今では生活への情熱を喪失してしまっている。美佐子が自分に慕情を抱いており、自分も美佐子へ好意を抱いていることを感じてはいるが、彼女との関係を先に進めることはできずにいる。結局三木は、「己は硝子の城に住んで、他人が愛したり生きたりするのを、批評家として眺めるだけの、つまらない人間になるだろう」という諦観を抱いて生きることとなる。

### 喪中の人
春の3日間の出来事が描かれる。
ゆきの死後、香代子の生活は乱れ、父に対しても反抗的になる。ある日、香代子は演劇部の上級生である下山のアパートを訪ね、肉体関係を迫られるが、そこに至ってもまだ愛とは何かがわからずにいた。しかし行為に及ぶ直前、ぐったりと虚脱しながらも最後に、「でも赤ちゃんができたらどうするの」と尋ねると、下山は「赤んぼなんかおろせばいいさ」と無造作に答える。
その言葉に不意に香代子は、自分が呉の子であったなら母はどうして私を堕ろさなかったのだろうと思い、それは母が自分を愛していたためだと気づく。そして下山の手を振り払って起き上がり、「ママは夫がありながら呉さんとあやまちをおかした。しかし愛はあった」「あたしたちには愛がない。愛がないくせに、若さだとか、実験だとか、肉体関係だとか、学生結婚だとか、言っているだけだ。あたしたちはみんな駄目なんだ。あたしたちのほうがよっぽど堕落しているのだ」と考え、涙をこぼした。

### 賽の河原
一章と同じく、旅館の一室で藤代が書いた手記という体裁をとる。現在の意識が描かれている部分は僅かで、前年の初冬のゆきの死から、北陸の旅館で滞在している晩秋の現在までの、1年弱の出来事を辿っていく構成となっている。
新学期が始まろうとする頃、遅くに帰ってきた香代子と藤代は口論になる。「パパが好きなのは姉さんだけよ」と叫んで香代子は家を飛び出し、翌日の夜になっても戻らなかった。翌日、呑気に帰ってきた香代子を藤代は殴りつけるが、そこで香代子から、信州まで母親の墓参りに行ってきたのだと聞かされる。自分の子でもないのに心配するのか、と言う香代子に、藤代はお前はれっきとした私の娘で、美佐子と区別したこともないと答える。藤代は香代子の口から、ゆきと呉という青年との愛のことを知るが、「せめてその青年を愛したことで妻は救われた」と思い、心が安らぐのを覚える。出生への疑いに関しても藤代の、香代子のおでこや顎なんかは私にそっくりじゃないか、という言葉に香代子は納得する。この出来事をきっかけに、香代子は再び、元の快活な大学生へと戻った。また、美佐子の結婚も決まった。
そして藤代は、死んだ恋人の郷里である日本海沿岸の村を、30年ぶりに訪ねることとなる。この1年来、藤代は賽の河原について調べていたが、そこで知ったのは賽の河原とは、幼児の霊が集まる場所であると同時に、地蔵とは子安神でもあり、母親たちの集まる場所でもあるということだった。地蔵は道祖神でもあり、通常人間の魂は成長するにつれ穢れていくので、死後は境の外へ放逐され、穢れを祓うために幾多の儀式が営まれる。しかし大して穢れていないみどり児たちの魂は、境の神の管理に委ねられ、魂が集まる場所となったことから、子を授かる霊験を求めて女たちも集まった。つまり賽の河原は、魂の信仰の場でもあったのである。そういった学説を知ったことも、藤代を再び、賽の河原へと導く動機となったのだった。
賽の河原を出た藤代は、30年前には見ることのなかった、海沿いの無縁墓地を目にする。そこで藤代は、一家の恥として身を投げた彼女の葬られるべき場所もまた、ここのほかにはなかっただろうと思い、彼女の苦悩と共に、間引きぞこないの子供として生まれた自分の、母の苦悩を思う。そして、「私たちはみな生きることによって、穢れた魂と罪の意識とを持ちながら、しかも生き続けて行くのではないだろうか。そのためにこそ賽の河原というものがあり、旅人は死んだみどり児の代りに、一つ一つ小石を積み重ねて自分が生きていることの証とするのではないだろうか」と考えるのだった。
雨に打たれ、肺炎手前の状態で町へ戻ると、美佐子が駆けつけてくる。うとうととした彼は、美佐子の口ずさむ子守唄を耳にして、最後までを唄って聴かせる。そしてその子守唄は、幼い頃に母の背におぶわれて聴かされたもので、美佐子が幼い頃にも、あやしながら唄い聴かせたのだと説明する。それを聞いた美佐子の安らぎは、藤代にも伝わってくるのだった。

## 登場人物

### 藤代家
- 藤代（ふじしろ） - 55歳になる[38]、ある会社の社長。学生時代にいた療養所で看護婦を愛するが、養父母の決めた結婚のために別れ、彼女は妊娠したまま自殺したという過去がある[8]。出身は東北の田舎の村だが、間引きそこないの子供として生まれ、実家とは絶縁同様の条件で、東京へ貰われてきた[39]。
- 藤代 ゆき（ふじしろ ゆき） - 藤代の妻。原因も治療法も不明の病気により、10年間寝たきりの生活を送っている[40]。看護人の美佐子らと進んで言葉を交わすことも少なく、テレビばかりを見続けている一方[41]、最初の子供の死、幼かった弟の死、学徒出陣によって死んだ大学生の呉との恋愛、といった過去に縛られ、過去の中に生き続けている[42]。
- 藤代 美佐子（ふじしろ みさこ） - 藤代家の長女[43]。
- 藤代 香代子（ふじしろ かよこ） - 藤代家の次女[43]。

### その他
- 呉 伸之（くれ のぶゆき） - 過去にゆきと恋愛関係にあった大学生。学徒出陣により出征してのち、マリアナ方面で戦死した[44]。
- 看護婦 - 学生時代の藤代が、結核で入院していた療養所で出会った女性。東北の貧しい田舎の出で、東京の大学生である藤代との結婚は、身分違いであるためにきっと無理だと口にしていた。藤代に去られた後、療養所を辞めて田舎へ帰り、身ごもったまま自殺する[45]。
- 若い女 - 台風の日、道端で苦しんでいるところを藤代に助けられた女性。好きになった俳優を追いかけて、東北から東京まで出てきている[46]。苦しんでいたのは優しいが実のない男を愛し、流産したためだった[47]。その後、新進女優として映画に出演していることが終章で明かされる[14]。
- 三木（みき） - 美術評論家。妻子持ちの35歳で、短大の講師も務めている[28]。

## 作品評価・研究

### 同時代評
『図書新聞』の書評は、「……詩的な純度の高い文章で書かれたこの作品は、いくばくかの甘さを免れていないとはいえ、やはり出色の作品と思われた」「こういう錯綜した人間関係を、プルースト風の内面描写を巧みに生かして描き出しているのだが、手法の新しさに頼っているわりにはハイカラな気取りもさほど目につかず、全篇を通して抑制のきいた詩的結晶に到達している」としている。また、前作『草の花』があくまでも「私小説的、隠者的な孤独」を描いたものに留まっていたのに対し、本作は主人公を「最も世俗的な会社社長という職業人」と設定したことを評価し、「日常性の根源にひそむ、文学によってしか救われない部分が、静かな清冽な流れとしてとらえられている点に、この作品の強みがある」と評価している。
安東次男は、自分の知る限り本作は年配の評家を中心に大変評判がよいが、自分は旧作の『風土』や『草の花』に比べて、「全体として必ずしも成功しているとは思えない」としている。その理由として、青春の意味に真向から取り組んだこの2作や『告別』などに対して、「こんどの小説は、いわば作者が空中楼閣として思い描く老年の意味が、および腰で問われているのである。一種の恐れが書かせた自慰的小説といえなくもない」とし、それに加えて間接話法によって展開される会話や、趣味的に持ち込まれる茶碗（道具）や美術の話、「いずれも低血圧と覚しい人物の動きや思考が、のろのろとそのくせかなりおせっかいにかかわり合って」くることによって、読みづらい小説になっていると批判している。一方で最終章の「賽の河原」だけは、「そういった欠点からまぬがれて、文体に密度があり、現代めずらしい好短編となっている」と評してもいる。

### 小説の方法と構成

#### 連作形式
『忘却の河』は前述の通り連作形式となっており、一章は藤代の手記、二章は美佐子視点の三人称体、三章は香代子視点の三人称体、四章はゆきの独白体、五章は三木視点の三人称体、六章は再び香代子視点の三人称体、七章は再び藤代の手記となっている。
首藤基澄は、このような本作の構成について、福永が『草の花』発表後の10年間、『死の島』や『夢の輪』など、いくつかの長編を書き始めながら完成できずにおり、一方で中編としては『廃市』や『告別』では成功を収めていたことから、「長篇に何度もいどんで果たさなかった福永は、そこで小型のロマンを連結させる方法に着目し、新しい作品（長篇）の創造を期したのではなかったか。いたずらに方法の新しさを衒うというのではなく、自己の力を知ることから出発しているように私は思う」と述べている。
高木 (1991)は各章を、藤代と妻のゆきを主人公とする一・四・七章と、娘たちを主人公とする二・三・六章に二分し、前者は過去の割合が大きく、後者は小さいと指摘している。そして、長い人生を送ってきた中年の夫婦、特にゆきは過去を振り返りながら生きているが、娘の二人は出生の秘密にこだわる以外は、現在に生きていることが表されているとしている。そのほか、二章と三章とでは後者のほうが時間の進みが速いが、これは「おっとりとした性格の姉美佐子と活動的な妹香代子の対照的な性格を物語のテンポにも反映させたためだろうか」としている。
曾根 (1974)は、複数の主人公による内的独白の並列という手法は、サルトルが『自由への道』で初めて試みたものであると指摘し、作中で香代子が出演する戯曲がサルトルの『出口なし』であることから、作者は多少なりともサルトルを意識していたことを示唆しているだろう、としている。一方、粟津 (1977)は、「夫妻や親子それぞれの視点から描いたものをひとつに結びあわせるという手法は、福永氏が、おそらくアンドレ・ジッドから学んだものだろう」として『女の学校』や『ロベール』を類似する例として挙げているが、ジッド流に心理の相対性を描いたにしては、各登場人物があまりにも「他人には伝えがたい、おそろしく腐蝕性のある秘密をかかえすぎて」おり、自身の秘密の中に閉じ込められてしまっている、とも指摘している。
廣川 (1989)は、各章ごとに語り手や登場人物、文体やリズムも変わる本作の構成について、「それによって他の人物との真の交流がない状態に置かれた語り手・視点人物の内面が描かれるのである」「家庭という場にあっても、彼らは各々の殻に閉じこもり他の家族との心の交流を進んで求めようとはしていない。あるいは交流を求めるが、それが得られないのである」と指摘している。
粟津 (1977)は、福永の長編小説のうちで最も好む作品を訊かれれば本作を挙げるだろうとし、その理由として、『死の島』では精密な手法と執拗に追求される主題が、緊張のあまり却って肉離れを起こして効果を相殺している箇所がある一方、本作では、「たくみにたくんだ手法と重く暗い主題とが実に自然にとけあっていて、読者は、渾然とした濃密な小説的時間のなかに引き入れられるのである」としている。そして、多くの実験的小説は手法が読者に理解されるとたちまち魅力を失って再読に耐えぬものになるが、本作は用いられている手法を意識しても、「むしろ、意識すればするほど、かえって深く、この小説の持続にからみとられ、巻きこまれてゆくというようなことが起るのである」と述べている。
高野 (1982)は、『忘却の河』は、藤代家という家族集団と三木の5人の生の物語を、それぞれ一定の独立性を持つ章の連環によって描き出し、「その全体において、人間を見はりつづけている愛のおそろしさと、甘美なその苦悩の形、そして、人間を和解へとみちびいていく美意識のはたらきをあきらかにしている」「死の絶対性を背景にしてあらわれる愛の純粋な呻きに光をあてること、そのことによって、自己との和解に行きつく生の優しい回復をあかしたてようとしているように思われる」としている。そして、この「連環的な方法」によって、本作はこの家庭小説にひそむ主題の姿を浮かび上がらせることに成功しているとし、「たんに、秘密を次々にときあかしていく上で効果を挙げているだけでなく、父母の世代、娘たちのそれぞれの世代の愛の形をうきぼりにしていく面でも一定の効果を発揮していると思われるのである」と評している。

#### その他
飯島 (2023)は、藤代が過去の語りにおいて、人称を「彼」にしている点に着目している。飯島は、藤代の「私の意志を無視して、過去の私が第三者のように私の前に立ちはだかって来ることが」あるという記述や、「ひょっとしたら私は物語を発見したのかもしれないが、物語というものは人がそれを書くことによってのみ完成するのだろう」という記述から、自分自身の過去でありながら、過去の自分は藤代にとって了解不能な第三者のようなもので、その記憶を言語化し客体化するために彼は「物語」を書いているのだとしている。そして、賽の河原と無縁墓地を後にした藤代が、「彼女の死んだ魂がしきりに私を呼んでいる声」を聞いたように思い、「僕は決して忘れないよ、と彼は言った。／僕は決して忘れないよ、と私は言った。」とその呼びかけに答える場面について、「私」が「彼」と等価になった、あるいは「彼」が「私」に統合されたものと考えられるとし、第三者のようなものだった過去の自分である「彼」を受け入れ、現在の自己に統合したものと考察している。
大木 (1995)は、藤代の手記が「書かれた言葉」であることに着目し、書くということは自分の意識さえも構造化し、作られたものにする行為であると指摘している。そして、美術評論家の三木もまた、「書かれた言葉」に身をやつしている人間であるほか、演劇部の香代子も台本という「書かれた言葉」を与えられている存在であり、病床でテレビを見続けているゆきも、作られた言葉によって成り立つ世界に釘付けになっているとしている。そして、美佐子がこだわっていた子守唄とは、母の心地よいぬくもりといった身体性が密接に結びついており、本作では登場人物たちが、最も自然な感情の露呈である「声」の言葉に近づいていく過程が描かれており、彼らの中のわだかまりを浄化するものが、「声」による言葉を媒介していると考察している。
この点については西田 (2004)も、「福永の小説においては語ること、あるいは書くことが語り手によって明確に意識されていることが多いのである」として、『草の花』において汐見茂思が、過去を書くことによって記憶を定着させようとしていること、『海市』で澁太吉が、「私はこの話を、蜃気楼を見に行ったところから始めたいと思う」と表明していることを類似例として挙げている。

### 登場人物らの分析

#### 藤代・ゆき
高山 (1977)は、福永は本作における藤代のような「悔恨に蝕まれた生」を、『草の花』から『死の島』に至るまで描き続けているとし、「氏の描く主人公たちにとって、人生とは、死によってしか終らぬ呪われた宿命である。彼らにとって、生きるということは、このような宿命にたいして、答えのない問いを投げ続けることである。あるいは、彼らにとって、人生とは、死にいたる罪であり、死にいたる絶望であると言ってもよい」と述べている。一方で、「藤代の罪悪感とは、道徳的なものであろうか」と疑問を呈し、藤代が自身を裁いている様子は全くないこと、死んだ恋人が彼を許すことも有り得ないことから、本作は悔恨の詩や罪の意識の記録である以上に、「不可能な愛」の物語でもあるのではないか、と指摘している。その根拠として、ゆきには全く責任のない形で呉が死んでいることを挙げ、「責任があるかどうかということは、福永氏の描く主人公たちにとって、実はどうでもよいことなのである。恋人は、死ぬことによって、彼らに永遠の罪を課したのではなく、死への憧憬とわかち難いほどに絶対的な愛を、彼らの心に生ぜしめたのである」と述べている。
廣川 (1989)は、物心つかない頃に東北の貧しい村から、絶縁同様の条件で東京の藤代家へ貰われてきたという藤代の生い立ちについて、「制度としての家に固執するあまりに、人間の本質的なつながりを基礎として形成される結合体としての家が崩壊」していると指摘している。そしてこの、結合体としての家の崩壊によって、藤代が常に自分には何かが欠落しているという喪失感を抱えており、人間性としてのひずみを生み出しているとしている。また、震災で母が死に、父もその後を追うように亡くなったという過去を持つ妻のゆきも、かつて「結婚というものは、父と母との場合のように、かならず幸福なものと夢み」て藤代と結婚し、理想と現実の差異に気が付いてからも、その原因を考えていないことを指摘し、「ゆきは人間の結合体としての家が、制度としての家に結婚によって入ることで無条件に得られると考えていたのであろう」と指摘している。
また廣川は、ゆきを「藤代以上に過去に拘泥し、現実の内容が空虚になっている人物」とし、「ゆきには過去―現在―未来という直線的な時間は存在せず、自分が真に生きたと信じられる過去の円環的な時間の中に身を置いている」としている。そして、全てを運命に任せる形で生きてきたゆきにとっては、呉との愛が初めて積極的な生を得られた経験であり、呉の戦死ののちも時間と共に純化されて、夢の中で永遠に生き続ける存在となっているとしている。
高山 (1977)は、藤代と死んだ恋人の愛、ゆきと呉の愛を、ドニ・ド・ルージュモンの描いた西欧の中世以来の「宮廷風恋愛」に重ね合わせ、「実現してはならず、しかも実現しないことによって絶対化し、死にいたってのみやむ暗い情熱の姿がここにある。福永氏の作品において、愛とはほとんど生の拒否であり、死の本能であるとさえ思われてくるのだ」としている。
首藤 (1974)は、香代子からゆきと呉の愛について聞いた藤代が、「私は些かの嫉妬心をも覚えなかった。これは誇張でも負け惜しみでもない、もし妻にそれだけのことがあったのなら、それでよかった、それも亦よかった、なぜならば私も亦ゆるされると感じたからだ」「せめてその青年を愛したことで妻は救われたと思うし、また彼女が救われたと思うことで、私もまた救われるのだ。そのような実りのない愛を持った女として、今、私は妻をいとおしみ、妻を愛することが出来るように思う」と考えることについて、このエピローグだけでは物分かりがよすぎるという批判は免れないだろうが、福永は人間関係の基軸に愛を据えており、ゆきの過ちも、それが真実の愛であることによって許されているのだとしている。そして、「一つの穢れとしての罪」を感じていた藤代は、その穢れを罪と自覚することで一種の神的なものを獲得し、魂の回心が可能になり、このように現実に足を踏まえた、認識の主体を形成することに繋がったとしている。
首藤 (1974)は、藤代一家はそれぞれの体験に応じて各自の「ふるさと」を発見していっているとし、ゆきは呉の戦死した南方の海、香代子は自身が生まれ母の墓地がある城下町、美佐子は子守唄を通して父をふるさととして発見し、藤代もまた、過去の恋人が死んだ日本海の村を訪れていることから、『忘却の河』は「現代におけるふるさと発見の物語といってよく、ふるさとへの志向を通して、自己の存在を浮彫りにしているのである」としている。廣川 (1989)も同様に、故郷への彷徨の末に、美佐子・香代子は自己の求める故郷を父親の中に発見したとしている一方、藤代の求める故郷は「ここにはない遠い国」であるとされており、彼が直面したのは賽の河原と、「古里」には決して還ることができないという事実であったと考察している。そしてまだ自己の根源に立ったばかりの藤代にとって、魂の救済はまだ先のことであるとしている。

#### 美佐子・香代子
廣川 (1989)は、過去に自らの魂の死まで賭け得る愛を持っていた藤代とゆきに対し、若い世代である美佐子、香代子、三木は、「現代では愛が不在である」ことを体現しているとしている。そして、美佐子と香代子の姉妹は、一見自由に生きることを許されているように見えるが、いずれも家庭のひずみから逃れることができないと指摘している。母の看病に縛られ婚期を逸しかけている美佐子は、記憶の底に眠っていた子守唄を追って故郷へ向かうが、自己の根源を辿ろうとする美佐子の行動は「日常生活に埋没しようとすることへの、彼女なりの抵抗」とされている。
一方で、大学で演劇に熱中しボーイフレンドと遊び回る香代子は典型的な現代っ子ではあるが、下山との愛を絶対的なものとすることを望んでおり、その背景は母であるゆきと呉の神聖な愛を知ったことにあり、やがて「あたしには愛がない」「あたしたちはみんな駄目なんだ。あたしたちの方がよっぽど堕落しているんだ」として、恋愛の幻想から目覚める。首藤(1974)も香代子について、「母を介して甘いものではあるが、現実批判の一つの視座を獲得し、現代の浮薄さから抜け出しているといわねばならない」としている。
また、三木について首藤 (1974)は、「福永はここで、いわゆる文化人と呼ばれる者の内面的な貧しさを浮彫りにしているとみていい」とし、本作中では三木だけがはっきりした志向を持っておらず、「けだし行雲流水のごとく恬淡とした日本の「文化人」の典型」であり、つまるところ否定的な像でしかないとしている。廣川 (1989)も、三木は、戦後すぐに藤代と同じような思想の死を経験しているが、それが魂の死にまでは結びつかず、日々の現実を受け入れ、そこからの脱出の情熱も持つことができずにいるとし、美佐子を愛することで夢見ていた、自己を変革する可能性は消えることになるが、家族以外の存在として、藤代家の人々の「真摯な生への姿勢」が逆照射させる役割があり、重要な役割を果たしているとしている。

### モチーフ
ギリシア神話における「忘却の河」（レーテー）は、「死者がそこを渡り、その水を飲み、生きていた頃の記憶をすべて忘れ去ると言われているもの」だが、藤代は借りているアパートから見える濁った掘割を指して、「私にとって、忘却の河とはこの掘割のように流れないもの、澱んだもの、腐って行くもの、あらゆるがらくたを浮べているものの方が、よりふさわしいような気がする。この水は、水そのものが死んでいるのだ。そして忘却とはそれ自体少しずつ死んでゆくことではないだろうか。あらゆる過去のがらくたをその上に浮べ、やがてそれらが風に吹かれ雨に打たれ、それら自身の重味に耐えかねて沈んで行くことではないだろうか」と述べている。佐藤 (1980)は、このイメージは、藤代自身の「内部」とも、作者自身の「内部の表現」ともみえるとし、「存在そのものの孕む死のイメージとも、また生のイメージともみえる。恐らくは〈死〉そのものを孕んだ〈生〉のイメージというべきか」としている。
賽の河原について、高山 (1977)は「この作品は、賽の河原のイメージを介して、土俗的な世界、日本の神々と霊の世界につながっている。『忘却の河』を一貫する、すべての失われたもの、帰らざるものへの郷愁は、日本の土地への郷愁と一つをなしている」としている。そして賽の河原が象徴しているのは「生活の遠い源であり、またいつかは人々が帰って行く彼方の国である」とし、藤代が当地を訪れたとき、恋人の死んだ魂に呼ばれた気がした、と述べていることから、物語が始まった時点で彼は恋人の魂に呼ばれ続けてきたのであり、賽の河原への旅は彼にとって、死んだ恋人のための鎮魂の儀式だったのだろう、と述べている。
また倉西 (1984)は、作者は前述の藤代の言葉によって、「忘却の河＝レーテー」というギリシア神話の西洋的な世界を否定し、日本における罪や神の問題を読者に提示しているとし、藤代家の人々のふるさとへの指向が、古来からの日本民族の魂のあり方で裏打ちされ、「作品世界を個人を越えた集合としての日本人にまで拡大することができた」としている。

## 書誌情報

### 刊行本
- 『忘却の河』（新潮社、1964年5月30日）
  - 装幀：岡鹿之助。四六判、クロス装、函入り。本文275頁。著者による「後記」を附す[82]。
- 文庫版『忘却の河』（新潮文庫、1969年4月30日。第33刷・改版2007年9月1日）、電子書籍、2014年10月
  - カバー装画：岡鹿之助。解説：篠田一士。本文278頁[82]。

※33刷改版より、篠田の解説に加え、池澤夏樹の新版解説「今、『忘却の河』を読む」を収載。福永の「初版後記」も収載されているほか、カバーは新潮社装幀室デザインのものに変更されている。
- 『忘却の河』（全4巻）〈新潮オンデマンドブックス大活字版〉（大活字文化普及協会、2010年）

### 全集収録
- 『新潮日本文学49 福永武彦集』（新潮社、1970年）
  - 収録作品：「草の花」「忘却の河」「海市」「廃市」
- 『日本文学全集49 カラー版 中村真一郎・福永武彦・堀田善衛』（河出書房新社、1971年）
  - 福永の収録作品：「忘却の河」
- 『福永武彦全小説 第七巻』（新潮社、1973年）
  - 収録作品：「忘却の河」「幼年」「伝説」「邯鄲」「風雪」「あなたの最も好きな場所」「湖上」「大空の眼」
- 『筑摩現代文学大系75 中村真一郎・福永武彦集』（筑摩書房、1977年）
  - 福永の収録作品：「忘却の河」「塔」「冥府」
- 『新潮現代文学31 福永武彦』（新潮社、1980年）
  - 収録作品：「忘却の河」「海市」
- 『福永武彦全集 第七巻』（新潮社、1987年）
  - 収録作品：「忘却の河」「幼年」「伝説」「邯鄲」「風雪」「あなたの最も好きな場所」「湖上」「大空の眼」
- 『福永武彦 電子全集12』（小学館、2019年7月）、電子出版
  - 収録作品：「忘却の河」「幼年」、童話